# Brunstarrsfly
Brunstarrsfly, Sedina buettneri, är en fjärilsart som beskrevs av Erich Martin Hering 1858. Brunstarrsfly ingår i släktet Sedina och familjen nattflyn, Noctuidae. Enligt den svenska rödlistan är arten nära hotad, NT, i Sverige medan den är livskraftig, LC, i Finland. I Sverige förekommer arten sällsynt i Skåne, Blekinge och på Öland och Gotland, med enstaka fynd i Småland och Södermanland. I Finland förekommer den på Åland och öster ut längs hela sydkusten på fastlandet med ströfynd så långt in i landet  som Tammerfors. Artens livsmiljö är våtmarker, sjöstränder myrar och andra våta miljöer där det växer brunstarr Carex acutiformis. Inga underarter finns listade i Catalogue of Life.

## Bildgalleri

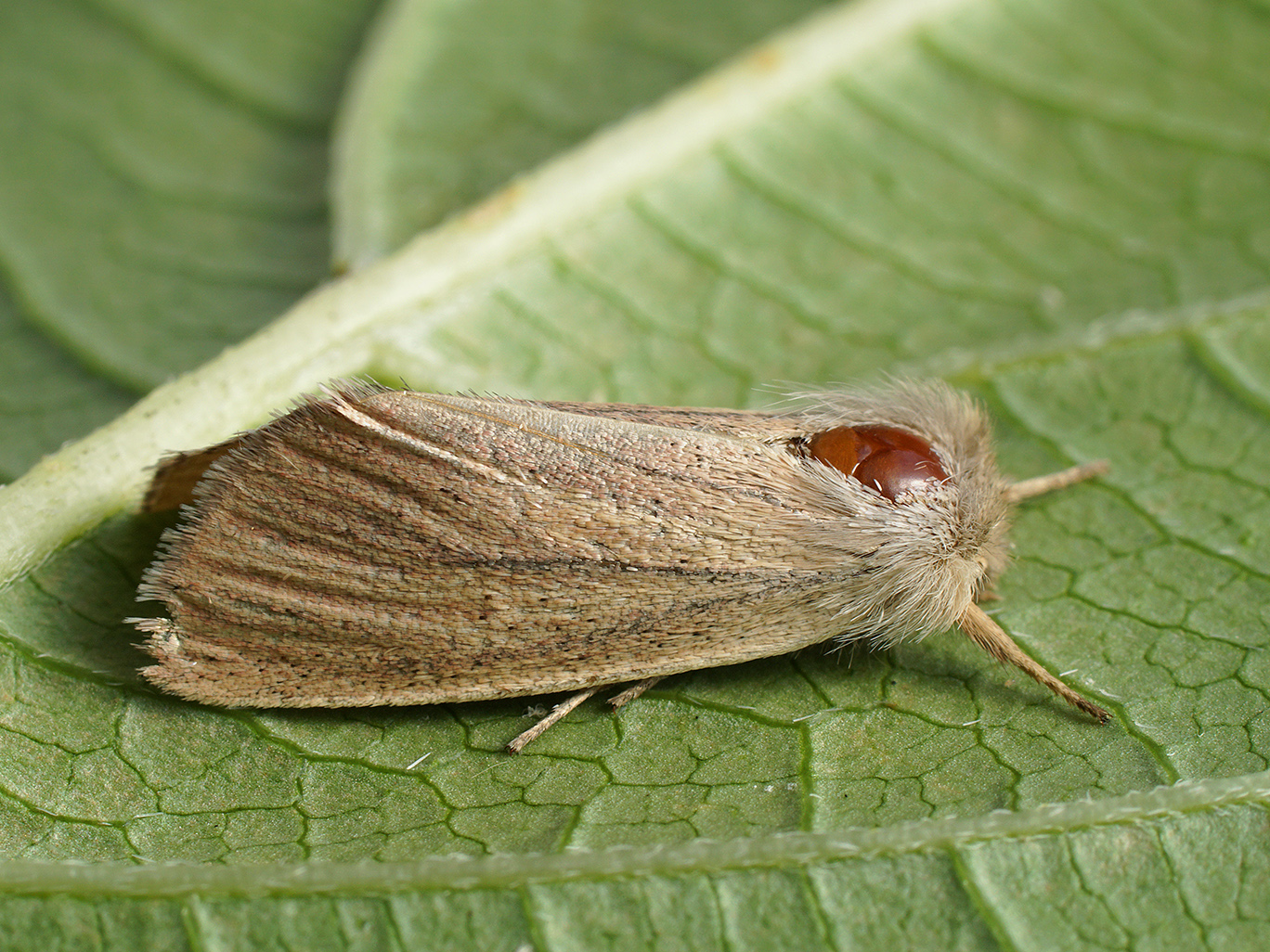
Imago fjäril
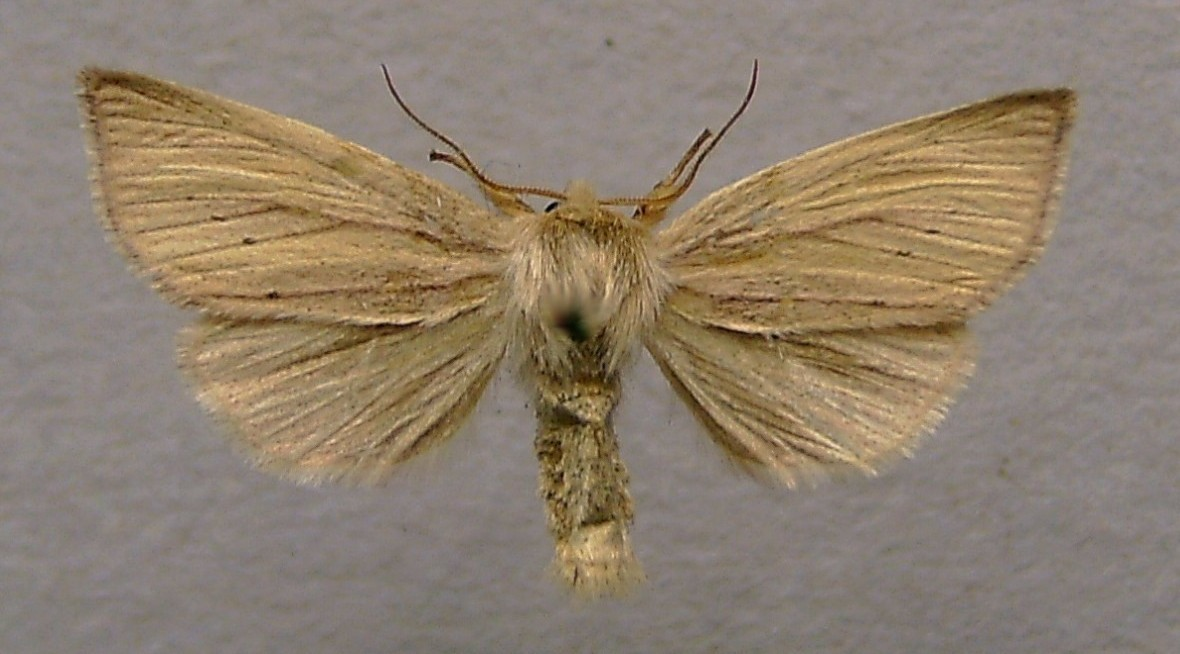
Preparerad (uppnålad) imago fjäril